# Slinger (Wisconsin)
Slinger est un village du comté de Washington, dans l'État du Wisconsin, aux États-Unis. En 2020, il comptait une population de 5 992 habitants.